# Ștefan Octavian Iosif
Ștefan Octavian Iosif (Brașov, 11 settembre 1875 – Bucarest, 22 giugno 1913) è stato un poeta e traduttore rumeno.
È il maggior rappresentante dell'indirizzo contadino nella poesia romena: nei suoi versi, percorsi da toni malinconici ed elegiaci rivive il paesaggio della sua terra con le sue tradizioni storiche e folcloriche, la vita variopinta e animata del paese natio. Nei suoi ultimi versi, con quieta disperazione, narrò l'amore per la moglie che lo abbandonò per un suo amico. 
Fu infine un importante traduttore di arumeno.

## Biografia
Nato a Brasov quando la Transilvania faceva parte dell'Austria, iniziò gli studi nella sua città natale per poi trasferirsi a Sibiu ed infine a Parigi dove completò gli studi. Li, nel 1901 conobbe il poeta Dimitrie Anghel con il quale condivise una lunga amicizia. Trasferitosi a Bucarest, con Anghel e Emil Gârleanu crearono nel 1908 un'importante società letteraria, la Societatea Scriitorilor Români. Collaborò inoltre con la rivista letteraria Sămănătorul. 
La sua amicizia con Dimitrie Anghel ebbe una brusca fine a causa dell'amore per la stessa donna, la poetessa Natalia Negru che nel 1904 si unì in matrimonio con Iosif ma da cui divorziò, nel 1911, per sposare tre anni dopo Anghel. 
Ștefan Octavian Iosif morì a Bucarest in seguito ad un ictus cerebrale.

## Opere
- Versuri (1897)
- Patriarhale (Poesie patriarcali, 1901)
- Romanțe din Heine (1901)
- Poezii (1902)
- Din zile mari (Giorni solenni, 1905)
- Credințe (1905)